# フロイド (バージニア州)
フロイド（英: Floyd）は、アメリカ合衆国バージニア州の町。フロイド郡の郡庁所在地である。2010年の国勢調査では人口は425人。 
アンドリュー・ジャクソン大統領の在任中に周囲の郡が設立されたため、当初はジャクソンビルと呼ばれていた。

## 歴史
フロイド歴史地区、フロイド長老教会、グレナンナ、フレガーファーム、オークデールは国家歴史登録財に登録されている。